# Черузико, Энцо
Энцо Черузико (итал. Enzo Cerusico; 22 октября 1937, Рим — 26 ноября 1991, Рим) — итальянский актёр театра и кино.

## Биография
Родился в семье артистов. Его отец Фернандо был кинопродюсером. Кинодебют Черузико начался с эпизодической роли в фильме Витторио де Сики «Сердце» 1948 года.
В фильмах 1950-х годах он сыграл множество второстепенных детских ролей. В 1959 году отметился роль папарацци в фильме Федерико Феллини «Сладкая жизнь». В начале 1960-х годов начал работать в театре, а с 1965-го на телевидении.
В 1960-х годах после успеха картины «Мэо Патакка» был замечен американской телекомпанией NBC, которая предложила ему контракт. Впоследствии Черузико переехал в Калифорнию. В 1969 году сыграл главную роль в криминальной драме «Мой друг Тони», которая транслировалась на NBC.
Вернувшись в Италию в 1970-х годах, он играл у режиссёров Марио Кайано и Дарио Ардженто. В 1973 году записал свою единственную пластинку «Er meno/Finimo qui», выступал в программах на радио.
С 1980 года у Черузико начались проблемы со здоровьем. Умер от опухоли спинного мозга в возрасте 54-х лет.